# Saint-Laurent-du-Mont
Saint-Laurent-du-Mont é uma comuna francesa na região administrativa da Normandia, no departamento Calvados. Estende-se por uma área de 3,5 km². Em 2010 a comuna tinha 194 habitantes (densidade: 55,4 hab./km²).